# Babak Karimi
Babak Karimi (in persiano بابک کریمی‎; Praga, 22 marzo 1960) è un attore e montatore iraniano, residente in Italia.

## Biografia
Babak Karimi è nato a Praga nel 1960 da genitori iraniani. Suo padre, Nosrat Karimi (1924-2019), è stato un attore, regista e drammaturgo e sua madre, Alam Danai (1931-2020), è stata un'attrice di teatro e regista.
Debutta sul grande schermo all'età di 10 anni, recitando in quello che è considerato il primo film neorealista iraniano, Doroshkechi, diretto e interpretato da suo padre. In seguito, è protagonista di numerosi spot pubblicitari.
Nel 1971 si trasferisce in Italia dove studia specializzazione in ripresa e montaggio all'Istituto di Stato per la Cinematografia e la Televisione "Roberto Rossellini".
Nel 1991, in collaborazione con la pittrice Mahshid Mussavi, ha fatto distribuire un film iraniano, Bashu, il piccolo straniero di Bahram Beyzai, e da quel momento ha svolto un lavoro di interconnessione e promozione tra l'Italia e il cinema iraniano, curando, tra l'altro, il doppiaggio di numerosi film di Abbas Kiarostami, Mohsen Makhmalbaf, Jafar Panahi, Abolfazl Jalili e Asghar Farhadi.
Con Fernanda Moneta ha scritto di cinema iraniano sulla rivista italiana Filmcritica diretta da Edoardo Bruno.
Oltre a diventare consulente per la Biennale Cinema di Venezia del cinema iraniano è stato anche docente di montaggio presso il Centro sperimentale di cinematografia di Roma.
Nel 2011 è stato chiamato in patria dall'amico Asghar Farhadi che lo voleva come attore per il suo film Una separazione, un'interpretazione che gli ha valso la vittoria dell'Orso d'argento per il miglior attore al Festival di Berlino 2011. Il sodalizio con Farhadi continuerà anche con il secondo film del regista, Il passato. In entrambi i casi, Karimi ha curato il doppiaggio e doppiato personalmente in italiano i suoi personaggi. Nel 2016 recita nel film vincitore del Prix du scénario al Festival di Cannes 2016 Il cliente, sempre diretto da Farhadi.

## Filmografia

### Attore

#### Cinema
- Doroškeči, regia di Nosrat Karimi (1971)
- La strategia della maschera, regia di Rocco Mortelliti (1998)
- Last Minute Marocco, regia di Francesco Falaschi (2007)
- Caos calmo, regia di Antonello Grimaldi (2008)
- Ex, regia di Fausto Brizzi (2009)
- Una separazione (Jodāyi-e Nāder az Simin), regia di Asghar Farhadi (2011)
- Il passato (Le Passé), regia di Asghar Farhadi (2013)
- Il cliente (Forušande), regia di Asghar Farhadi (2016)
- Un matrimonio (Noces), regia di Stephan Streker (2016)
- Finché c'è prosecco c'è speranza, regia di Antonio Padovan (2017)
- Figli, regia di Giuseppe Bonito (2020)
- Free - Liberi, regia di Fabrizio Maria Cortese (2020)
- La vita davanti a sé (The Life Ahead), regia di Edoardo Ponti (2020)
- Zeros and Ones, regia di Abel Ferrara (2021)
- (Im)perfetti criminali, regia di Alessio Maria Federici (2022)
- La bambina segreta (Tā fardā), regia di Ali Asgari (2022)

#### Televisione
- L'amore non basta (quasi mai...) – miniserie TV, 5 puntate (2011)
- Solo – serie TV, episodio 1x03 (2016)
- La linea verticale – serie TV, 8 episodi (2018)
- Imma Tataranni - Sostituto procuratore – serie TV, episodio 3x03 (2023)

### Montatore
- I briganti di Zabut, regia di Pasquale Scimeca (1997)
- Dancing North, regia di Paolo Quaregna (1999)
- Placido Rizzotto, regia di Pasquale Scimeca (2000)
- Il voto è segreto (Raye Makhfi), regia di Babak Payami (2001)
- Quello che cerchi, regia di Marco Simon Puccioni (2001)
- L'Italiano, regia di Ennio De Dominicis (2002)
- Gli indesiderabili, regia di Pasquale Scimeca (2003)
- L'isola, regia di Costanza Quatriglio (2003)
- La passione di Giosuè l'ebreo regia di Pasquale Scimeca (2005)
- Tickets, regia di Ermanno Olmi, Abbas Kiarostami e Ken Loach (2005)
- Rosso Malpelo, regia di Pasquale Scimeca (2007)
- Il bambino della domenica, regia di Maurizio Zaccaro - miniserie TV (2008)
- Lo smemorato di Collegno, regia di Maurizio Zaccaro - miniserie TV (2009)
- Le ragazze dello swing, regia di Maurizio Zaccaro - miniserie TV (2010)